# Pozos de Hinojo
Pozos de Hinojo is een gemeente in de Spaanse provincie Salamanca in de regio Castilië en León met een oppervlakte van 59,00 km². Pozos de Hinojo telt 51 inwoners (1 januari 2016).

## Demografische ontwikkeling
Bron: INE, 1857-2011: volkstellingen